# Simarouba versicolor
A Simarouba versicolor é uma espécie de planta da família Simaroubaceae que pelas propriedades de seus frutos e de sua casca é como anti-helmíntico e para mordidas de cobra. A casca tem sabor naturalmente amargo e em virtude disso os insetos não a atacam. Acredita-se que o pó da casca tenha também propriedades antivermicidas e anticarrapaticidas – semelhantes à da Cascara Amarga (Simarouba amara).
A planta é conhecida popularmente como pau-paraíba, caixeta, marubá, gavilan e negrilho.